# Mercedes-Benz C112
Mercedes-Benz C112 — концепт-кар от немецкой компании Mercedes-Benz, представленный в 1991 году на Франкфуртском автосалоне. C112 представляет собой среднемоторное купе с V-образным двенадцатицилиндровым двигателем, которое послужило полигоном для отработки множества современных электронных систем. Изначально планировалось запустить модель в серийное производство, однако позже руководство концерна Daimler AG поменяло своё решение и автомобиль так и остался концептом.

## История

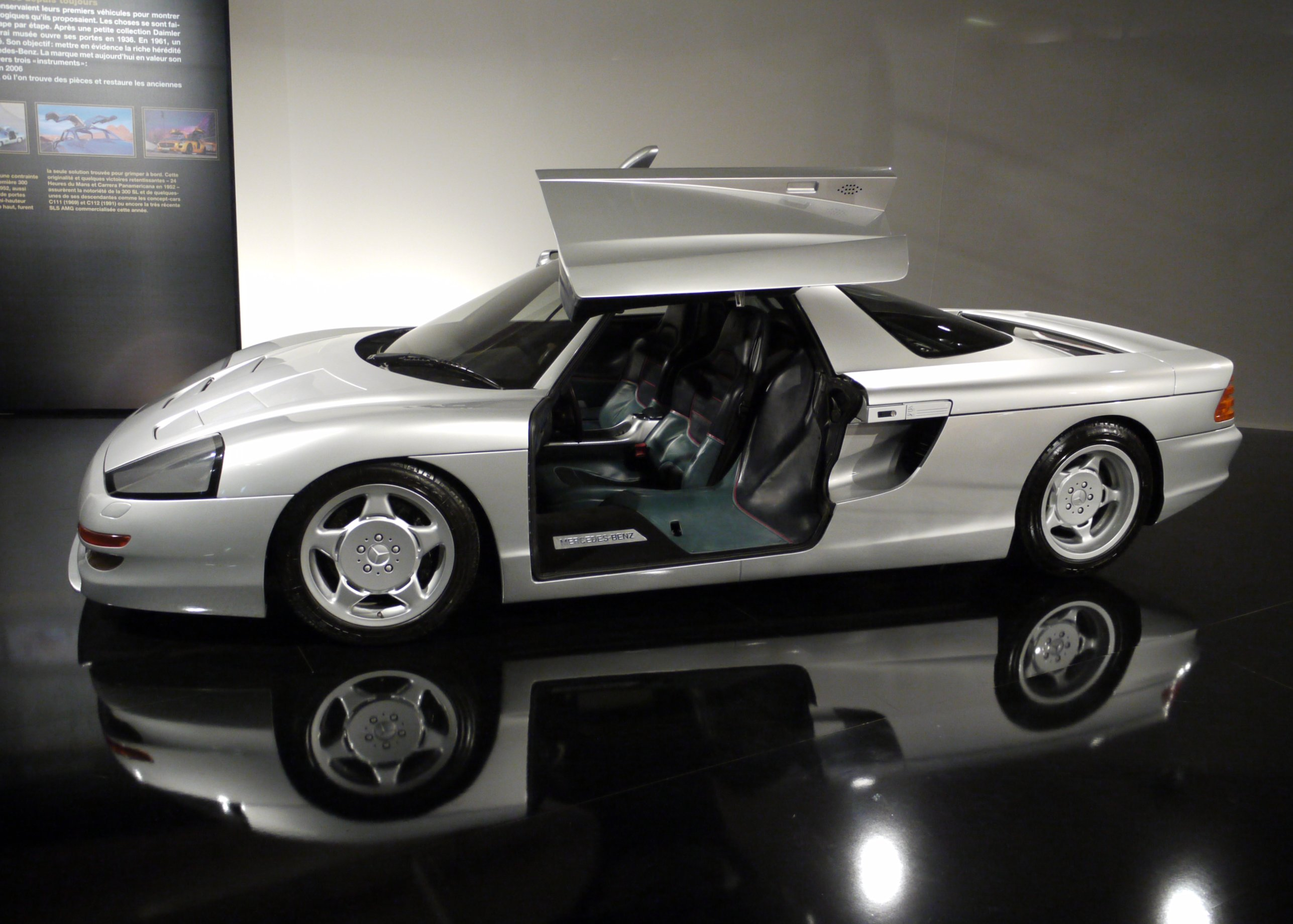
Автомобиль на Парижском автосалоне 2010 года

Для гоночного сезона 1990 года в группе C компания Mercedes-Benz в сотрудничестве со швейцарской командой Sauber выставила автомобиль C11. Данное решение оказалось вполне удачным — команда стала чемпионом мира в конце сезона. Этот результат подстегнул инженеров немецкого концерна продолжить работы по усовершенствованию технологий и найти способ испытывать активные динамические системы управления для крупномасштабного производства серийных автомобилей. В рамках исследований дизайнеры DAS исследовали широкий спектр различных продвинутых и радикальных форм. Некоторые из самых ранних эскизов, уже предлагающих подвижную заднюю аэродинамику, были сделаны в 1988 году. Несколько концепций были проверены как в масштабе 1:10, так и в масштабе 1:5, многие из которых имели большие боковые воздухозаборники. Конструкторы использовали новые скульптурные формы, которые повторяли некоторые пропорции C111-III.
В результате исследований инженерами Mercedes-Benz был создан высокопроизводительный спортивный автомобиль с внутренним индексом C112, который был представлен в 1991 году на Франкфуртском автосалоне. Новый концепт-кар оснащался шестилитровым двигателем V12, унаследованным от модели Mercedes-Benz SL 600, который развивал мощность в 300 кВт (408 л. с.) и 580 Н·м крутящего момента, который передавался на коленчатый вал. Идея конструкторов состояла в том, чтобы оптимально перенести мощность силового агрегата на дорогу в физических пределах с самым высоким уровнем активной безопасности. Автомобиль развивал максимальную скорость в 310 км/ч, а разгон до 100 км/ч занимал 4,9 секунды.
Несмотря на большое число заказов (как сообщало издание «Car Styling»), автомобиль так не пошёл в серию. Руководство компании Mercedes-Benz из-за некоторых внутренних разногласий пришло к выводу, что компания в действительности не нуждалась в суперкаре для формирования собственного имиджа в то время, как на её счету итак находилось множество успехов. По этой причине представители концерна публично заявили, что миру не нужен другой высокоскоростной спортивный автомобиль. Возможно, это было также связано с набирающим обороты экологическим движением в Германии того времени. Поэтому автомобиль Mercedes-Benz C112 дебютировал лишь в качестве концепт-кара.

## Описание

### Экстерьер

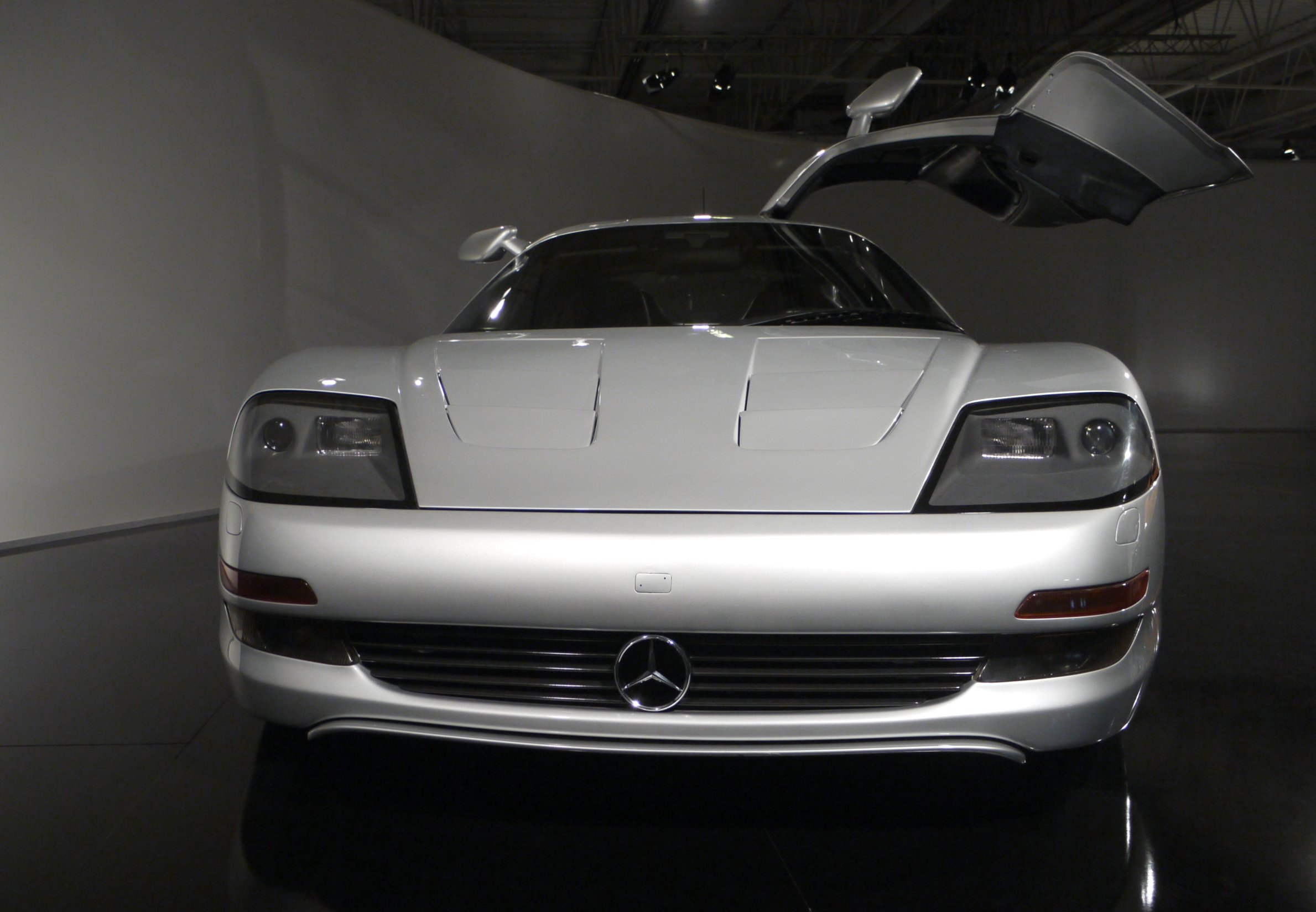
Передняя часть автомобиля

Автомобиль Mercedes-Benz C112 был разработан в фирменном консервативном стиле компании Mercedes-Benz с упором на спортивность и технологичность. Дизайнеры марки объединили множество характеристик гоночного автомобиля с решениями, применяемыми в дизайне реальных дорожных транспортных средств. Двигатель инженеры перенесли в заднюю часть. И спереди и сзади установили спойлеры. Нижняя часть модели оснащались рядом аэродинамических элементов, включая большой задний диффузор. Дизайнеры компании успешно избежали использования «откидных» фар, которые могли дестабилизировать автомобиль и ухудшить его коэффициент сопротивления. Фары модели были спрятаны за прозрачными обтекателями, которые напоминали таковые у C111-III. Другие лампы были встроены в передний бампер. В качестве дверей было решено использовать Gullwing-двери, поддерживающие 40-летнюю традицию. Управление ими осуществляли сервоприводы при помощи гидравлических цилиндров (те же использовались для активации откидной балки на родстере SL), расположенных под крышей, которые открывали и закрывали двери при нажатии кнопки. Каждая дверь была спроектирована таким образом, чтобы ее можно было согнуть для доступа в том случае, если автомобиль перевернётся.
Задняя часть кузова состояла из простой откидной алюминиевой крышки для двигателя на алюминиевых панелях, прикованных к стальному подрамнику, образовывая боковые стороны хвостовой части. Над задним бампером располагался массив фар заднего света. Для поддержания низкого аэродинамического сопротивления на автомобиле было установлено всего три воздухозаборника: по одному на каждом боку в дополнение к носовому. Боковые воздухозаборники поставляли охлаждающий воздух для моторного отсека. Часть воздуха была направлена к задним тормозам. Охлаждающий воздух для передних тормозов поступал из воздухозаборника, расположенного в передней части автомобиля, связанный с жидкостным радиатором. Алюминиевая конструкция была разработана таким образом, чтобы постепенно деформироваться при ударе и при этом обеспечивать достаточную жёсткость и ударопрочность. Коэффициент аэродинамического сопротивления Mercedes-Benz C112 составил 0,30.

### Интерьер
В отличие от чисто спортивного интерьера модели C11, автомобиль Mercedes-Benz C112 получил роскошный кожаный салон, традиционный для более дорогих и флагманских продуктов фирмы Mercedes-Benz. В распоряжении водителя и пассажира находились два пассажирских сидения, круиз-контроль, электропривод стекол, кассетная стерео аудиосистема Blaupunkt Mexico 2000 и климат-контроль. Для обеспечения комфорта пассажиров модели применялась повышения шумоизоляция. В автомобиле не предусматривалось ни багажного отделения, ни специального пространства для размещения запасного колеса.

### Двигатель
В то время как у модели C11 под капотом был установлен высокопроизводительный силовой агрегат конфигурации V8, автомобиль C112 оснащался усовершенствованным серийным V-образным двигателем M120 с 12 цилиндрами, расположенными под углом в 60 градусов. Рабочий объём двигателя составлял 5987 см3. Блок цилиндров был сконструирован из алюминиевого сплава, а отверстия цилиндров покрывались никелем, что было необычно для дорожных двигателей. Выхлопные газы выводились при помощи двух патрубков выхлопной системы, которая включала пару двунаправленных трёхкомпонентных каталитических нейтрализаторов, расположенных рядом с двигателем. Номинальная максимальная мощность составляла 408 л. с. при 5200 об/мин, что делало его самым мощным серийным (тогда ещё руководство компании планировало запустить его в серию) автомобильным двигателем в мире. Скорость разгона автомобиля с 0 до 100 км/ч составляла 4,9 секунды. Передачу мощности двигателя осуществляла шестиступенчатая механическая коробка передач.

### Ходовая часть

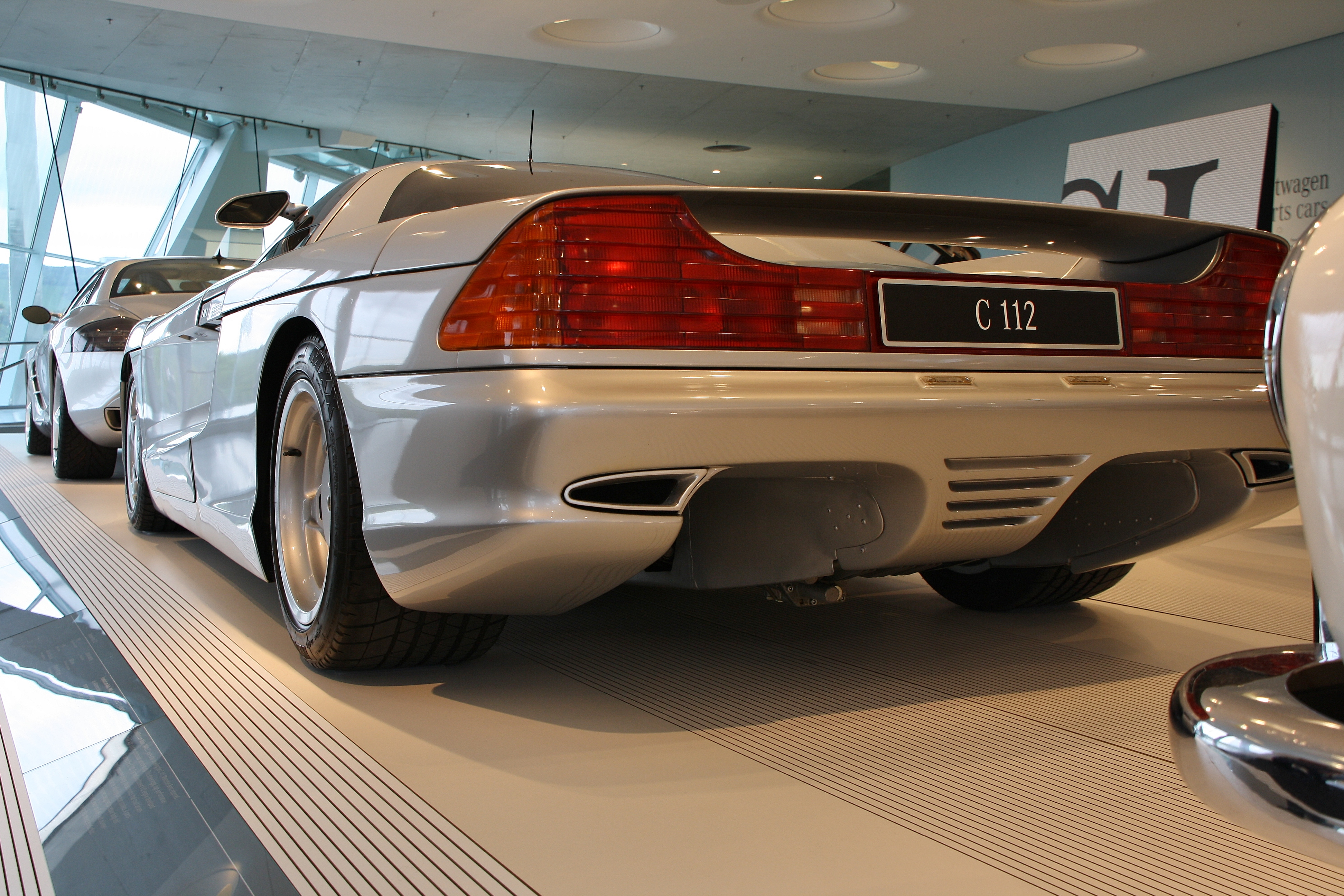
Задняя часть автомобиля

Команда конструкторов под руководством Хёэля спроектировала ходовую часть автомобиля, которая представляла собой алюминиевое шасси с монококом, общая масса которых составляла 130 фунтов (около 59 кг). Три главных алюминиевых переборки (передняя часть, капот и задняя часть) были соединены между собой центральным каркасом, проходящим между сиденьями, что увеличивало жесткость при изгибе и добавило ударную прочность. Сделанная из стальных патрубков, пятизвенная задняя подвеска следовала за геометрией, разработанной компанией Mercedes-Benz для своих автомобилей 190-й серии. Передняя подвеска включала двойные поперечные рычаги и также изготавливалась из стальных труб. Пружинные / демпферные агрегаты приводились в действие непосредственно нижними поперечными рычагами. Как спереди, так и сзади были использованы подвесные стойки из кованой стали, адаптированные из деталей, используемых при разработке легковых автомобилей. В колёсных арках размещались 17-дюймовые цельные колёса из магниевого сплава в дизайне из пяти спиц, производимые фирмой Speedline. На них устанавливались высокоэффективные радиальные шины ZR фирм Michelin и Goodyear. Тормозная система была представлена чугунными вентилируемыми дисками Brembo с четырьмя поршневыми суппортами, содержащими асбестовые прокладки Pagid. Тормозной механизм интегрировался с блоком ABS и системой ASR, которая автоматически предотвращала вращение любого ведущего колеса, применяя тормозное усилие на стороне вращающегося колеса. Автомобиль также интегрировался сложной электронной системой рулевого управления под названием «кибернетическое» рулевое управление.

### Особенности
- Active Body Control — эта система спроектирована для управления стабильностью автомобиля посредством активных пружин и гидравлики на каждом колесе, а также датчиками движения. Компьютер, получая информацию от датчиков, соответствующим образом регулирует подвеску.

- Активная аэродинамика — обеспечивается передним и задним спойлерами. Задний спойлер может перемещаться для обеспечения низкого сопротивления и высокой прижимной силы. Заднее антикрыло также помогает при торможении.

- Двери типа «Крыло чайки» — автомобиль C112 вместе с C111 заново открыл серию моделей, оснащённых дверьми типа «крыло чайки». С 1950-х годов данное решение было символом спортивных автомобилей марки Mercedes-Benz: купе 300 SL (серия W194/W198, 1952 и 1954 года соответственно) были первыми, кто оснащался подобными дверьми.